# Smeringopina
Genre
Smeringopina est un genre d'araignées aranéomorphes de la famille des Pholcidae.

## Distribution
Les espèces de ce genre se rencontrent en Afrique centrale et en Afrique de l'Ouest.

## Liste des espèces
Selon World Spider Catalog (version 14.5, 2014) :
- Smeringopina africana (Thorell, 1899)
- Smeringopina ankasa Huber, 2013
- Smeringopina armata (Thorell, 1899)
- Smeringopina attuleh Huber, 2013
- Smeringopina bamenda Huber, 2013
- Smeringopina bayaka Huber, 2013
- Smeringopina belinga Huber, 2013
- Smeringopina beninensis Kraus, 1957
- Smeringopina bineti (Millot, 1941)
- Smeringopina bioko Huber, 2013
- Smeringopina bomfobiri Huber, 2013
- Smeringopina bwiti Huber, 2013
- Smeringopina camerunensis Kraus, 1957
- Smeringopina chaillu Huber, 2013
- Smeringopina cornigera (Simon, 1907)
- Smeringopina djidji Huber, 2013
- Smeringopina ebolowa Huber, 2013
- Smeringopina essotah Huber, 2013
- Smeringopina etome Huber, 2013
- Smeringopina fang Huber, 2013
- Smeringopina fon Huber, 2013
- Smeringopina guineensis (Millot, 1941)
- Smeringopina ibadan Huber, 2013
- Smeringopina iboga Huber, 2013
- Smeringopina kala Huber, 2013
- Smeringopina kikongo Huber, 2013
- Smeringopina kinguele Huber, 2013
- Smeringopina kribi Huber, 2013
- Smeringopina lekoni Huber, 2013
- Smeringopina luki Huber, 2013
- Smeringopina mayebout Huber, 2013
- Smeringopina mbouda Huber, 2013
- Smeringopina mohoba Huber, 2013
- Smeringopina moudouma Huber, 2013
- Smeringopina ndjole Huber, 2013
- Smeringopina ngungu Huber, 2013
- Smeringopina nyasoso Huber, 2013
- Smeringopina ogooue Huber, 2013
- Smeringopina pulchra (Millot, 1941)
- Smeringopina sahoue Huber, 2013
- Smeringopina simintang Huber, 2013
- Smeringopina simplex Kraus, 1957
- Smeringopina tchimbele Huber, 2013
- Smeringopina tebe Huber, 2013

## Publication originale
- Kraus, 1957 : Araneenstudien 1. Pholcidae (Smeringopodinae, Ninetinae). Senckenbergiana Biologica, vol. 38, p. 217-243.